# Систематика твердокрилих
Ряд Твердокрилі включає чотири підряди: Архостемати (Archostemata), Міксофаги (Myxophaga), Хижі жуки (Adephaga), та Всеїдні жуки (Polyphaga). Нижче наведено перелік вищих таксонів ряду в світовій фауні: підряди, надродини та родини. Інколи близькі таксони поєднені в клади.

## Підряд Первиннотвердокрилі (Protocoleoptera) †

### Надродина TSHEKARDOCOLEOIDEA (Чекардоколеоїдні) †
Родина Tshekardocoleidae Rodendorf, 1944 (Чекардоколеїди) †

Родина LabradorocoleidaePonomarenko, 1969 (Лабрадороколеїди) †

Родина Oborocoleidae Kukalova, 1969 (Обороколеїди) †

### Надродина PERMOCUPEDOIDEA (Пермокупедоідеї) †
Родина Permocupedidae Martynov, 1933 (= Kaltanocoleidae,Rodendorf, 1961)  (Пермокупедіди)  †

Родина Taldycupedidae Rodendorf, 1961 (Тальдикупедіди) †

### Надродина PERMOSYNOIDEA (Пермосиноідеї) †
Родина Ademosynidae Ponomarenko, 1968 (Адемосиніди)  †

Родина Permosynidae Tilyard, 1924 (Пермосиніди) †

## ПідрядАрхостемати(Archostemata)

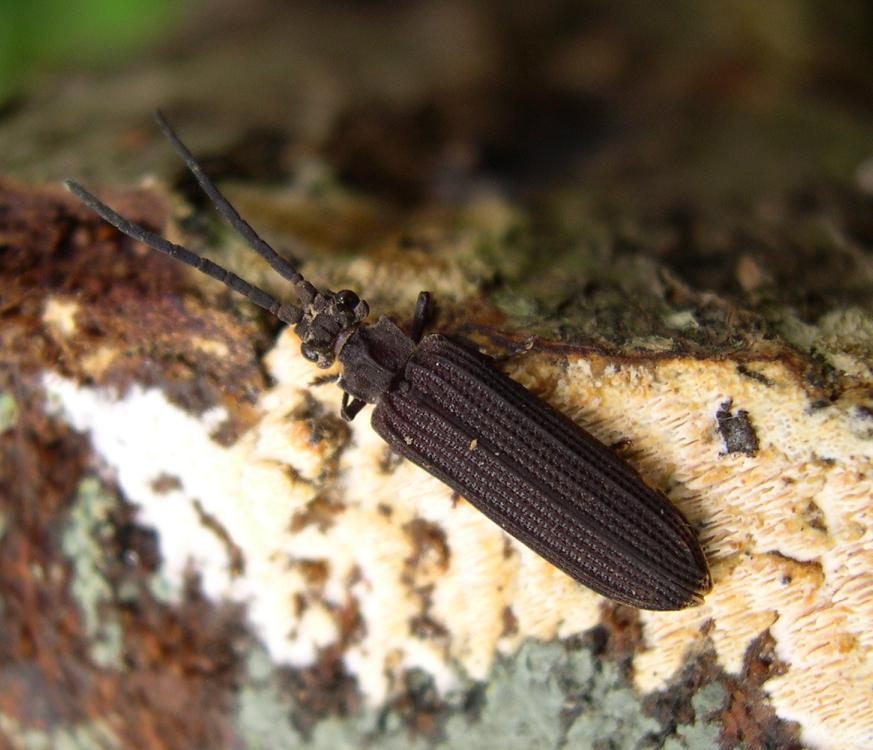
Теномерґа (Tenomerga mucida) —- жук з родини купедіди (Cupedidae)

Найменший сучасний підряд ряду твердокрилих, який налічує близько 50-и видів, що відносяться до 5-ти родин. Одночасно архостемати —- це один із найдревніших підрядів, який за викопними рештками, відомий з кінця кам'яновугільного та початку пермського періодів палеозойської ери.

### Надродина CUPEDOIDEA (Купедоїдні)
Родина Crowsoniellidae Iablokoff-Khnzorian, 1983 (Кроусоніеліди)

Родина Cupedidae Laporte, 1836 (Купедіди)

Родина Micromalthidae Barber, 1913 (Мікромальтіди)

Родина Ommatidae Sharp and Muir, 1912 (Омматіди)

Родина Jurodidae Ponomarenko, 1985 (Юродіди)

Родина Triadocupedidae Ponomarenko, 1966 (Тріадокупедіди)†

Родина Magnocoelidae Hong, 1998 (Магноцеліди)†

Родина Obrienidae Zherikhin and Gratshev, 1994  (Обріеніди) †

### Надродина ASIOCOLEOIDEA (Азіоколеоїдні) †
Родина Asiocoleidae  (Азіоколеїди)†

Родина Tricoleidae (Тріколеїди)†

### Надродина RHOMBOCOLEOIDEA (Ромбоколеоїдні) †
Родина Rhombocoleidae Rohdendorf, 1961 (Ромбоколеїди)†

### Надродина SCHIZOCOLEOIDEA (Шизоколеоїдні) †
Родина Phoroschizidae (Форошизіди)†

Родина Schizophoridae Ponomarenko, 1968 (Шизофориди)†
Родина Catiniidae Ponomarenko, 1968 (Катиніїди)†

Родина Schizocoleidae Rohdendorf, 1961 (Шизоколеїди)†

## ПідрядМіксофаги(Myxophaga)

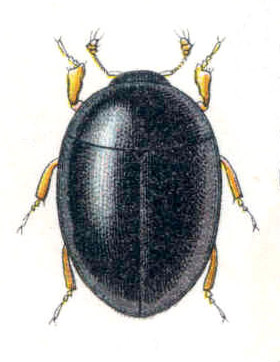
Сферіус кліщеподібний (Sphaerius acaroides) —- жук з родини Сферовики (Sphaeriusidae)

Невеличкий підряд ряду Твердокрилих, який налічує трохи більше 100 видів. Здебільшого це водні жуки, які живляться детритом і водоростями. У викопному стані Міксофаги відомі із кінця Пермського періоду Палеозойської ери та початку Тріасового періоду Мезозойської ери.

### Надродина LEPICEROIDEA (Лепіцероїдні)
Родина Lepiceridae Hinton, 1936 (1882) (Лепіцериди)

### Надродина SPHAERIUSOIDEA (Сфериоїдні)
Родина Shaeriusidae Erichson, 1845 (Сферовики)

Родина Hydroscaphidae LeConte, 1874 (Гідроскафіди)

Родина Torridincolidae Steffan, 1964 (Торидинколіди)

## ПідрядХижі жуки(Adephaga)
Другий за розмірами підряд у ряді Твердокрилі, який налічує від 40 до 50 тис. видів. До цього підряду відноситься третя за чисельністю родина жуків —- Туруни. Підряд сформувався на початку Тріасового періоду Мезозойської ери — близько 270 млн років то́му. Більшість представників підряду є хижаками, проте деякі, вторинно, перейшли до живлення рослинною їжею. Тривають наукові дискусії щодо мнофілетичності, тобто еволюційної єдності, підряду.

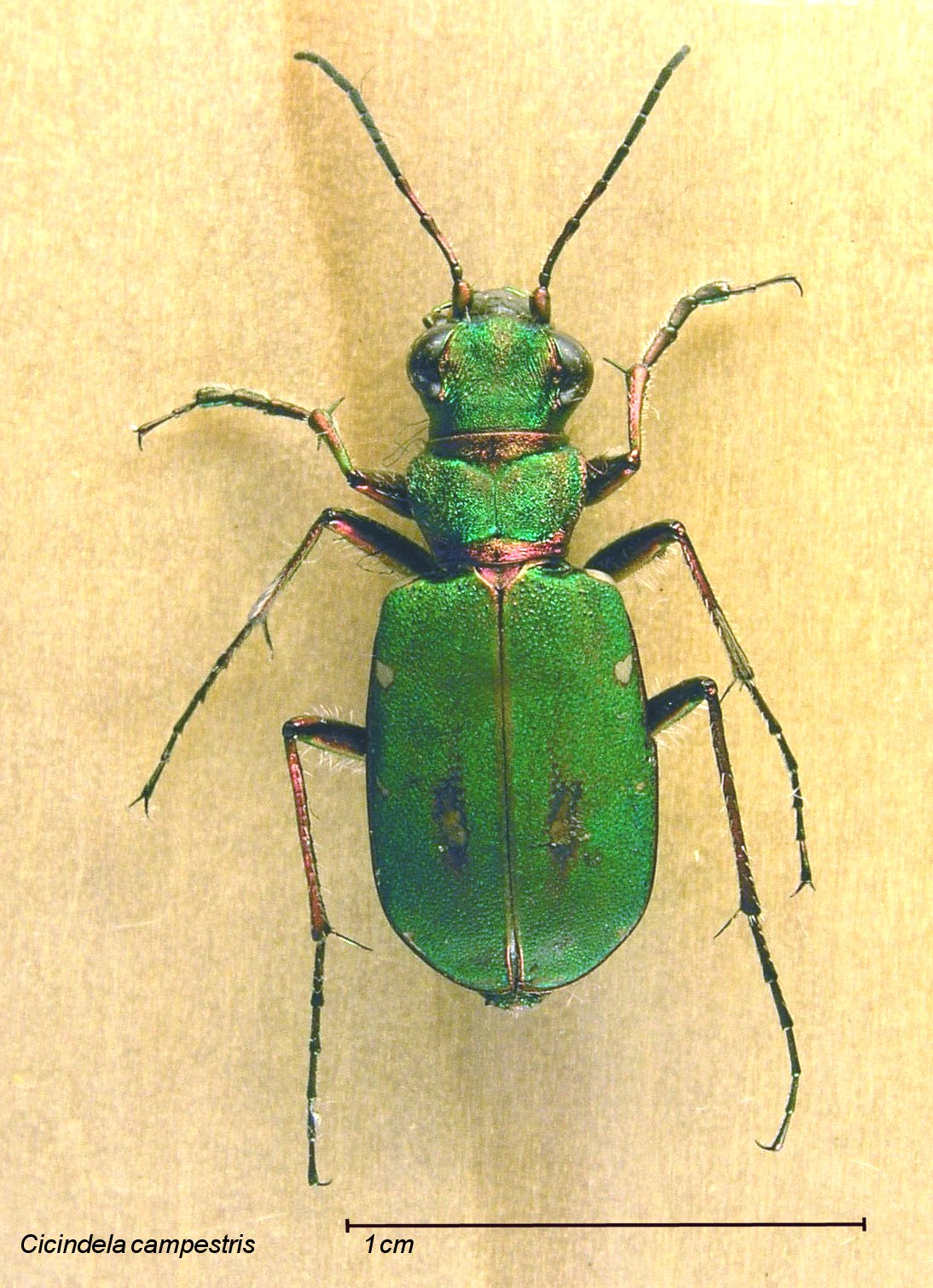
Стрибун польовий (Cicindela campestris) —- жук з родини Стрибуни (Cicindelidae)

Родина Tritarsidae Hong, 2002 (Тритарсіди) †

### Надродина GYRINOIDEA (Вертячкові)
Родина Gyrinidae Latreille, 1810 (Вертячки)

### Надродина CARABOIDEA (Туруноїдні)
Родина Trachypachidae Thomson, 1857 (Трахипахіди)

Родина Rhysodidae Laporte, 1840 (Ризодіди)

Родина Carabidae Latreille, 1802 (Туруни)

Родина Cicindelidae Latreille, 1802 (Стрибуни)

Родина Paussidae Latreille, 1806 (Паусіди)

### Надродина HALIPLOIDEA (Плавунчикові)
Родина Haliplidae Aubé, 1836 (Плавунчики)

Родина Triaplidae Ponomarenko, 1977 (Триапліди) †

Родина Colymbotethidae Ponomarenko, 1994 (Колемботетіди) †

Родина Parahygrobiidae Ponomarenko, 1977 (Парагігробіїди) †

Родина Coptoclavidae Ponomarenko, 1961 (Коптоклавіди) †

Родина Liadytidae Ponomarenko, 1977 (Ліадитіди) †

### Надродина DYTISCOIDEA (Плавунцеві)
Родина Meruidae Spangler and Steiner, 2005 (Меруїди)

Родина Noteridae Thomson, 1860 (Нотеріди, Товстовуси)

Родина Amphizoidae LeConte, 1853 (Амфізоїди)

Родина Aspidytidae Ribera, Beutel, Balke and Vogler, 2002 (Аспідітіди)

Родина Hygrobiidae Régimbart, 1879 (1837) (Гігробіїди)

Родина Dytiscidae Leach, 1815 (Плавунці)

## ПідрядВсеїдні жуки(Polyphaga)
Найчисельніший підряд Твердокрилих, який налічує понад 300 тис. видів. За різними систематичними поглядами підряд налічує 140-150 родин, що розподілені між 16-а надродинами. Підряд сформувався на початку Тріасового періоду Мезозойської ери. 

## Інфраряд STAPHYLINIFORMIA (Стафіліноформні)

### Надродина HYDROPHILOIDEA (Водолюбові)

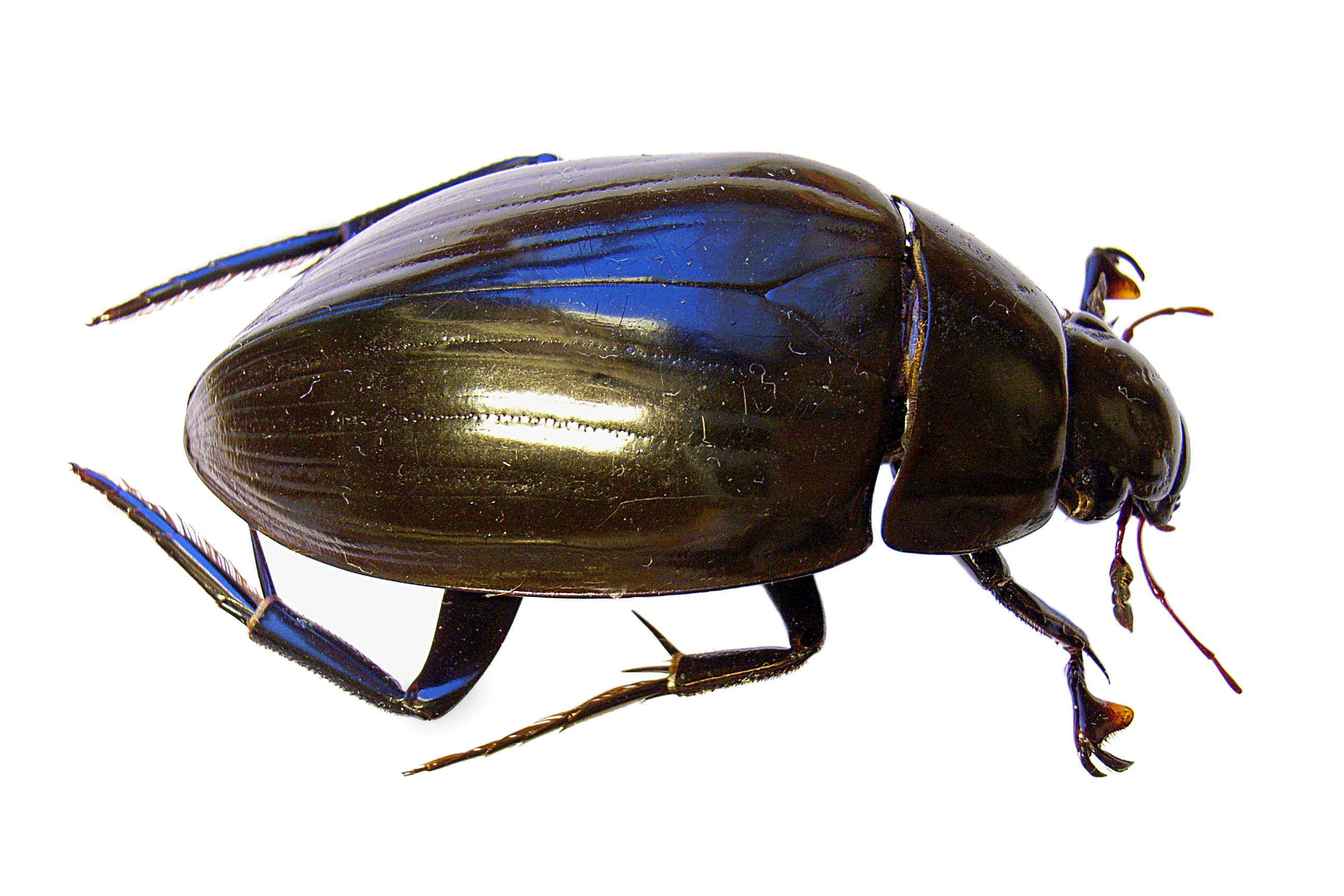
Водолюб великий чорний (Hydrophilus aterrimus) -- жук із родини Водолюби (Hydrophilidae)

Родина Helophoridae Leach, 1815 (Гелофоріди)

Родина Epimetopidae Zaitzev, 1908 (Епіметопіди)

Родина Georissidae Laporte, 1840 (Мулоносці)

Родина Spercheidae Erichson, 1837 (Сперхейні)

Родина Hydrochidae Thomson, 1859 (Гідрохіди)

Родина Hydrophilidae Latreille, 1802 (Водолюби)

### Надродина HISTEROIDEA (Гистероїдні)
Родина Sphaeritidae Shuckard, 1839 (Сферитsди)

Родина Synteliidae Lewis, 1882 (Синтеліїди)

Родина Histeridae Gyllenhal, 1808 (Карапузики)

### Надродина STAPHYLINOIDEA (Стафіліноїдні)

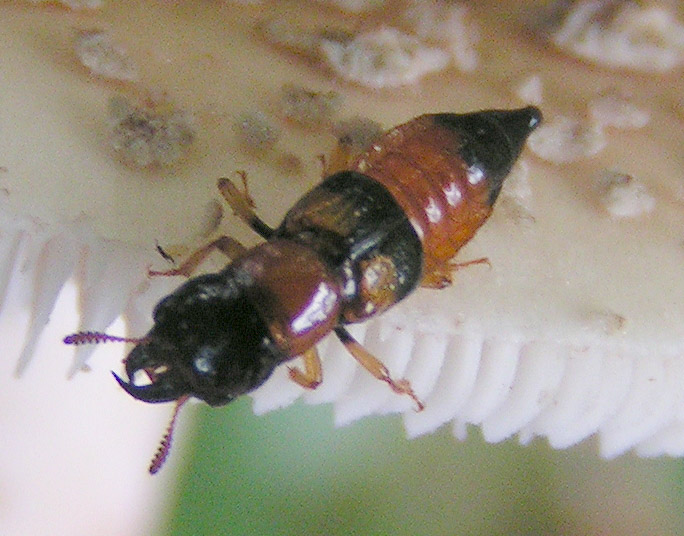
Оксипорус рудий (Oxyporus rufus) —- жук з родини Жуків-Хижаків (Staphylinidae)

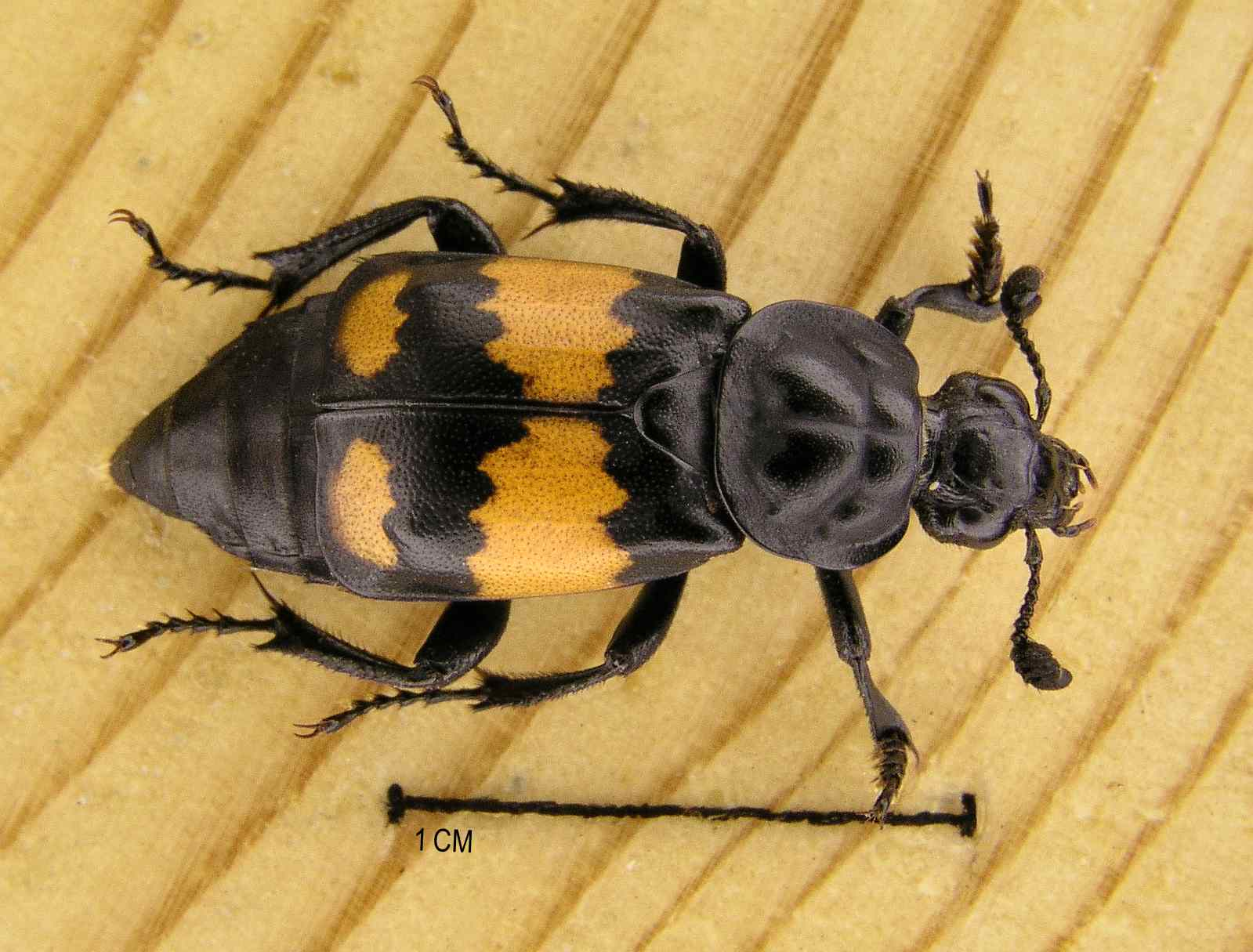
Мертвоїд осовидний (Nicrophorus vespilloides) —- жук з родини Мертвоїди (Silphidae)

Родина Hydraenidae Mulsant, 1844 (= Limnebiidae) (Водобрідки)

Родина Ptilidae Erichson, 1845 (Перокрилки)

Родина Agyrtidae Thomson, 1859 (Агіртиди)

Родина Leiodidae Fleming, 1821 (Лейодіди)

Родина Silphidae Latreille, 1806 (Мертвоїди)

Родина Staphylinidae (Стафілініди, Жуки-Хижаки)

## Інфраряд SCARABAEIFORMIA (Скарабеїформні)

### НадродинаSCARABAEOIDEA(Скарабеоїдні)

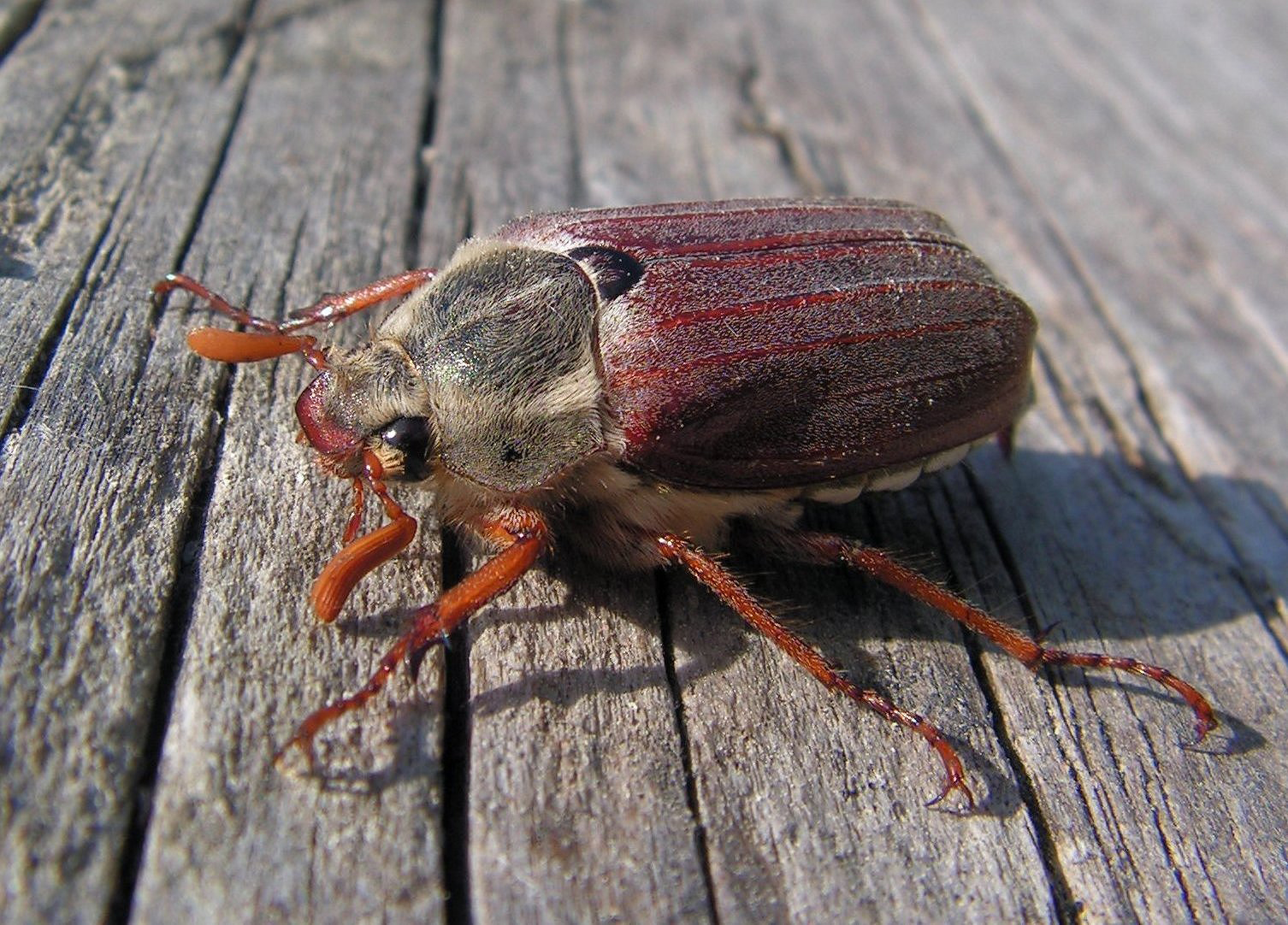
Хрущ травневий (Melolontha melolontha) —- жук з родини Пластинчатовусі (Scarabaeidae)

Родина Pleocomidae LeConte, 1861 (Плекоміди)

Родина Geotrupidae Latreille, 1802 (Гнойовики, Ґеотрупіди)

Родина Belohinidae Paulian, 1959 (Белогініди)

Родина Passalidae Leach, 1815 (Цукрові жуки)

Родина Trogidae MacLeay, 1819 (Падлоїди, Трокси)

Родина Glaresidae Kolbe, 1905 (Піскожили)

Родина Diphyllostomatidae Holloway, 1972 (Діфіллостоматиди)

Родина Lucanidae Latreille, 1804 (Рогачі, Гребінчастовусі)

Родина Ochodaeidae Mulsant and Rey, 1871 (Піскокопи)

Родина Hybosoridae Erichson, 1847 (Гібосориди)

Родина Glaphyridae MacLeay, 1819 (Волохаті хрущики, Джмелівки)

Родина Scarabaeidae Latreille, 1802 (Пластинчастовусі)
Родина Coprinisphaeridae (Копринісфериди) †

Родина Pallichnidae Genise, 2004 (Палліхниди) †

## Інфраряд ELATERIFORMIA (Елатеріформні)

### Надродина SCIRTOIDEA (Сціртоїдні) або EUCINETOIDEA (Евцінетоїдні)

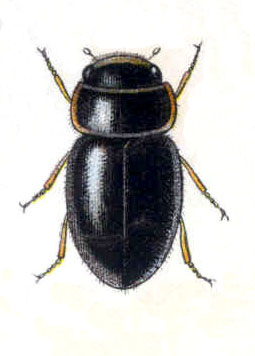
Кругляк озброєний (Clambus armadillo) —- жук з родини Кругляки (Clambidae)

Родина Decliniidae Nikitsky, Lawrence, Kirejtshuk and Gratshev, 1994 (Деклініїди)

Родина Eucinetidae Lacordaire, 1857 (Евцінетиди)

Родина Clambidae Fischer von Waldheim, 1821 (Кругляки)

Родина Scirtidae Fleming, 1821 (Сціртиди)

Родина Elodophthalmidae Kirejtshuk and Azar, 2008 (Елодофтальмиди) †

Родина Mesocinetidae Kirejtshuk and Ponomarenko, 2010 (Мезоцинетиди) †

Родина Passalopalpidae Boucher, Bai, Wang, Zhang et Yang (Пассалопальпиди) †

### Надродина DASCILLOIDEA (Дасцилоїдні)
Родина Dascillidae Guérin-Méneville, 1843 (1834) (Дасциліди)

Родина Rhipiceridae Latreille, 1834 (Віяловуси)

### Надродина BUPRESTOIDEA (Бупрестоїдні)
Родина Schizopodidae LeConte, 1859 (Шизоподіди)

Родина Buprestidae Leach, 1815 (Златки)

### Надродина BYRRHOIDEA (Бирроїдні) або DRYOPOIDEA (Дріопоїднї)

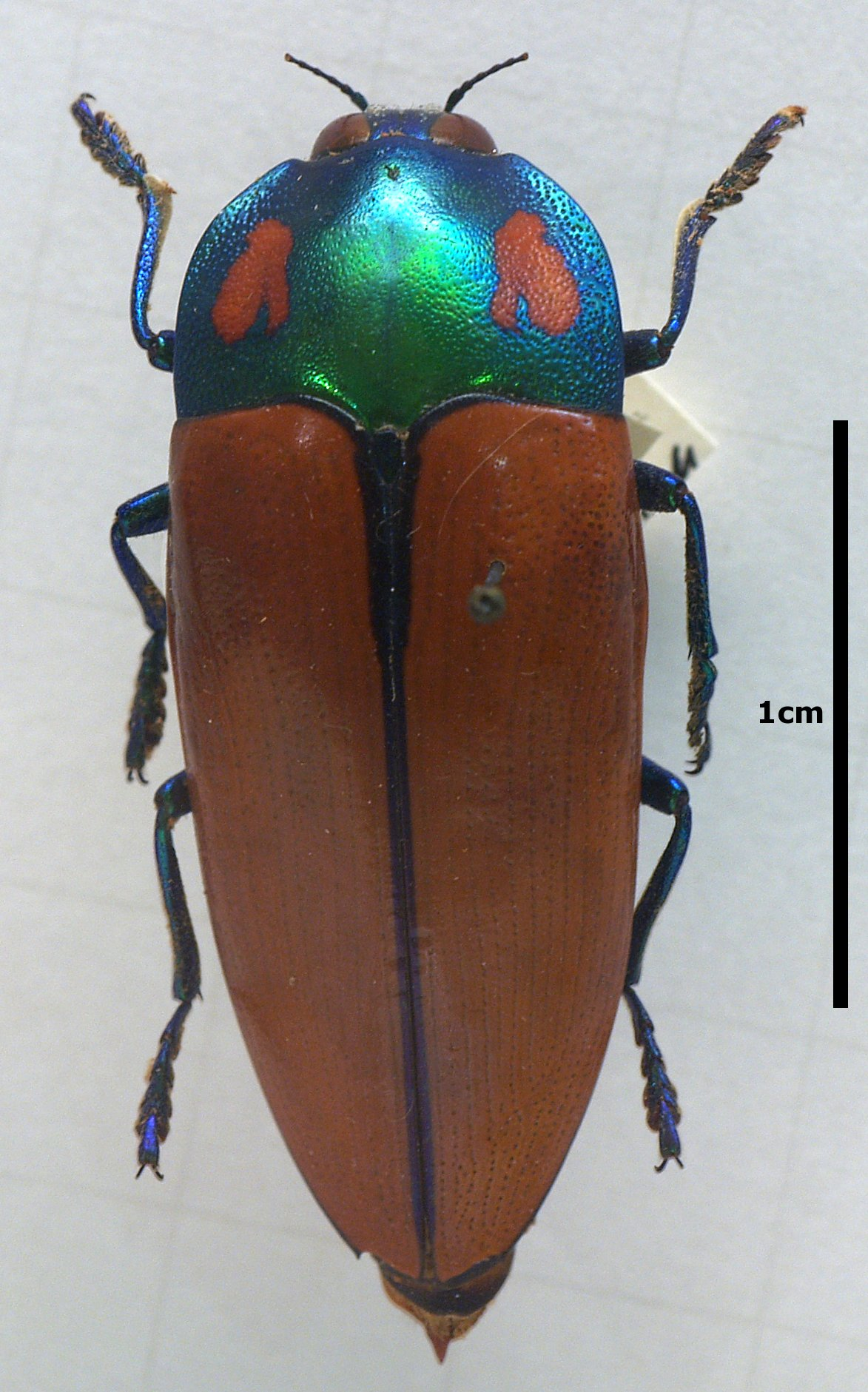
Кальодема Кірба (Calodema kirbyi) —- жук з родини Златки (Buprestidae)

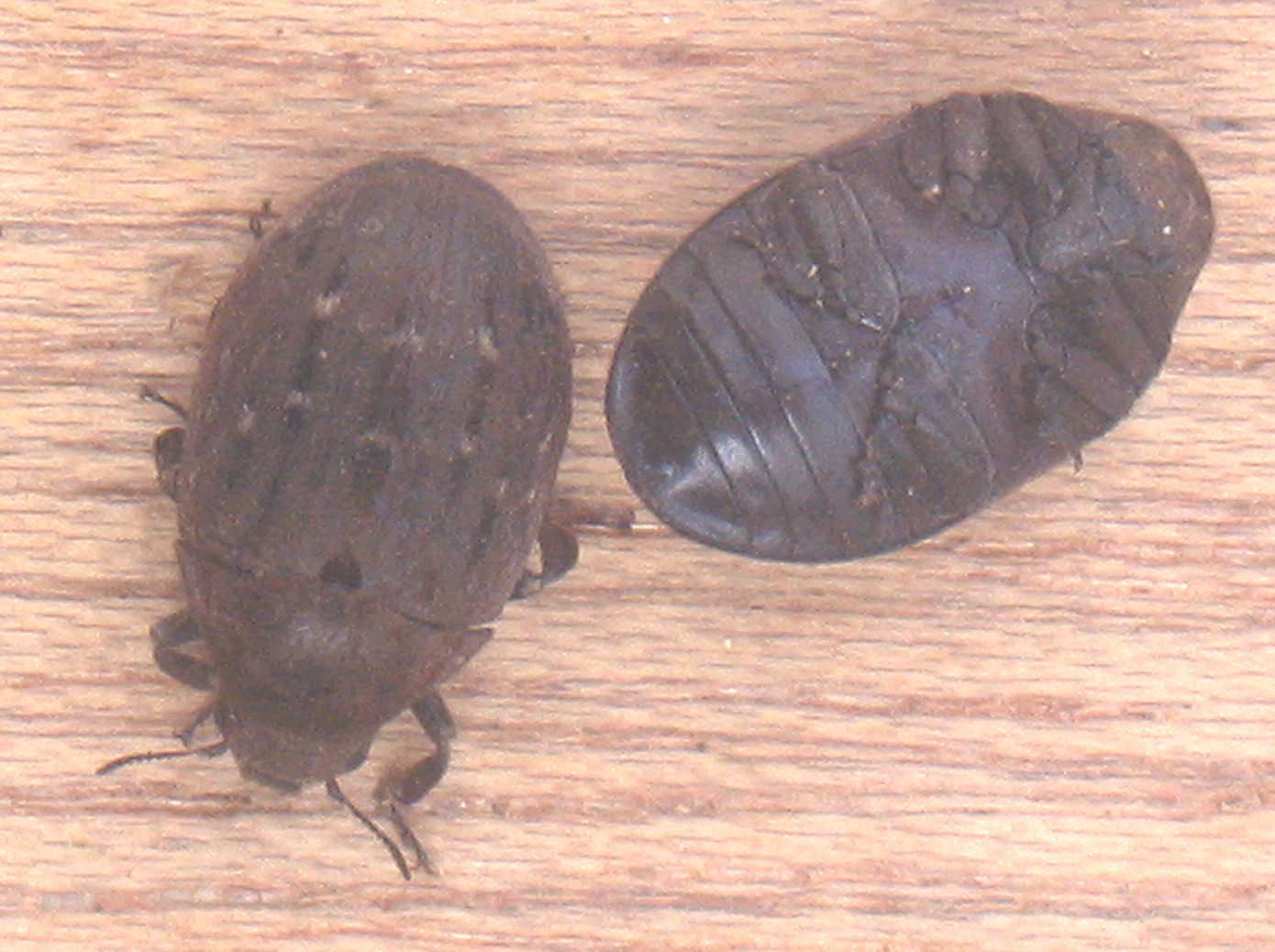
Біррус піґулковий (Byrrhus pilula) —- жук з родини Піґулочники (Byrrhidae)

Родина Byrrhidae Latreille, 1804 (Піґулочники)

Родина Elmidae Curtis, 1830 (Річковики)

Родина Dryopidae Billberg, 1820 (1817) (= Pelonomidae) (Причіпники, Великокіготники)

Родина Lutrochidae Kasap and Crowson, 1975 (Лютрохіди)

Родина Limnichidae Erichson, 1846 (Несправжні піґулочники)

Родина Heteroceridae MacLeay, 1825 (Пиловуси)

Родина Psephenidae Lacordaire, 1854 (Хвилівники)

Родина Cneoglossidae Champion, 1897 (Кнеоглосіди)

Родина Ptilodactylidae Laporte, 1836 (Птилодактиліди)

Родина Podabrocephalidae (Подаброцефаліди)

Родина Chelonariidae Blanchard, 1845 (Челонаріїди)

Родина Eulichadidae Crowson, 1973 (= Lichadidae) (Еуліхадіди)

Родина Callirhipidae Emden, 1924 (Каллірипіди)

+Родина Mastigocoeleidae (Мастигоцелеїди) †

### Надродина RHINORHIPOIDEA (Ринорипоїдні)
Родина Rhinorhipidae Lawrence, 1988 (Риноріпиди)

### Надродина ELATEROIDEA (Елатероїдні)
Родина Artematopodidae Lacordaire, 1857 (Артематоподіди)

Родина Brachypsectridae LeConte and Horn, 1883 (Брахіпсектриди)

Родина Cerophytidae Latreille, 1834 (Церофітиди)

Родина Eucnemidae Eucnemidae Eschscholtz, 1829 (Древоїди)

Родина Throscidae Laporte, 1840 (Тросциди)

Родина Praelateriidae Dolin, 1973 (Прелатеріди) †

Родина Elateridae Leach, 1815 (Ковалики)

Родина Plastoceridae Crowson, 1972 (Пластоцериди)

Родина Berendtimiridae Winkler, 1987 (Берендтимериди) †

Родина Iberobaeniidae Bocak, Kundrata, Fernández, Andújar et Vogler (Іберобеніїди)

Родина Jurasaidae Rosa, Costa, Klamp et Kundrata, 2020 (Юрасаїди)

### Клад Lamperoid (Лампероїд)

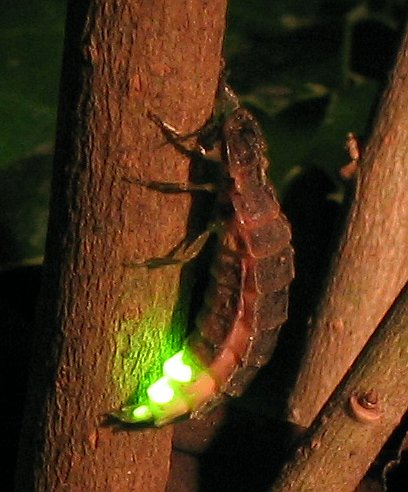
Світлячок нічний (Lampyris noctiluca) —- жук з родини Світлякові (Lampyridae)

Родина Lampyridae Rafinesque, 1815 (Світляки)

Родина Drilidae Blanchard, 1845 (Дриліди)

Родина Omalisidae Lacordaire, 1857 (Омалізиди)

Родина Omethidae LeConte, 1861 (Ометиди)

Родина Telegeusidae Leng, 1920 (Тележузиди)

Родина Phengodidae LeConte, 1861 (Фенгодиди)

Родина Rhagophthalmidae Olivier, 1907 (Рагофтальмиди)

Родина Sinopyrophoridae Bi et Li, 2019 (Сінопірофориди)

Родина Lycidae Laporte, 1836 (Червонокрили)

Родина Cantharidae Imhoff, 1856 (1815) (М’якотілки)

Родина Cretophengodidae (Кретофінгодіди) †

## Інфраряд DERODONTIFORMIA (Деронтіформні)

### Надродина DERODONTOIDEA (Деродонтоїдні)
Родина Derodontidae LeConte, 1861 (Деродонтиди)

Родина Nosodendridae Erichson, 1846 (Нозодендриди)

Родина Jacobsoniidae Heller, 1926 (= Sarothriidae) (Якобсоніїди)

### Надродина BOSTRICHOIDEA (Бостріхоїдні) або BOSTRYCHOIDEA (Бострихоїдні) або DERMESTOIDEA (Дерместоїдні)
Родина Dermestidae Latreille, 1804 (Шкіроїди)

Родина Endecatomidae LeConte, 1861 (Ендекатомиди)

Родина Bostrichidae Latreille, 1802 (Каптурники)

Родина Ptinidae Latreille, 1802 (Облудники, Притвірники, Прикидові)

## Інфраряд CUCUJIFORMIA (Кукуїформні)

### Надродина LYMEXYLOIDEA (Лимексилоїдні)
Родина Lymexylidae Fleming, 1821 (Свердлики)

### Надродина CLEROIDEA (Клероїдні)

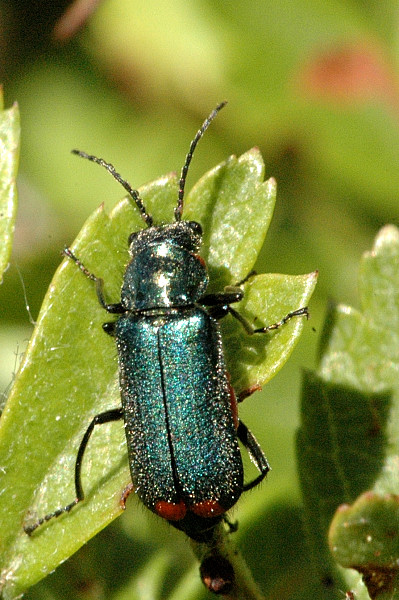
Малашка двоплямиста (Malachius bipustulatus) —- жук з родини Малашки (Malachiidae)

Родина Phloiophilidae Kiesenwetter, 186 (Флоїофіліди)

Родина Trogossitidae Latreille, 1802 (Темнотілки)

Родина Chaetosomatidae Crowson, 1952 Хетосоматиди)

Родина Metaxinidae Kolibáč, 2004(Метаксиліди)

Родина Thanerocleridae Chapin, 1924 (Танероклериди)

Родина Cleridae Latreille, 1802 (Строкатки)

Родина Acanthocnemidae Crowson, 1964 (Акантокнемиди)

Родина Phycosecidae Crowson, 1952 (Фікозециди)

Родина Prionoceridae Lacordaire, 1857 (Прионоцериди)

Родина Mauroniscidae Majer, 1995 (Мавроцериди)

Родина Melyridae Leach, 1815 (Мелириди)

Родина Boleopsidae  (Болеопсиди) †

### Надродина CUCUJOIDEA (Кукуйоідні)

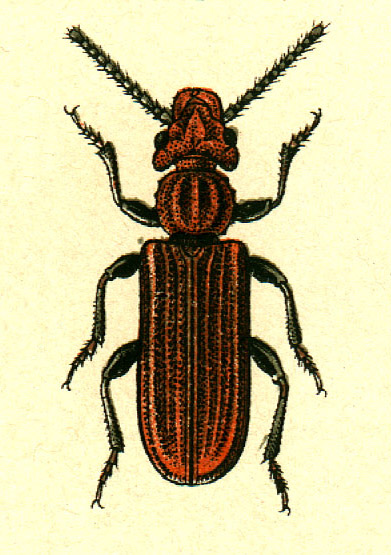
Плоскотілка кровоколірна (Cucujus haematodes) —- жук з родини Плоскотілки (Cucujidae)

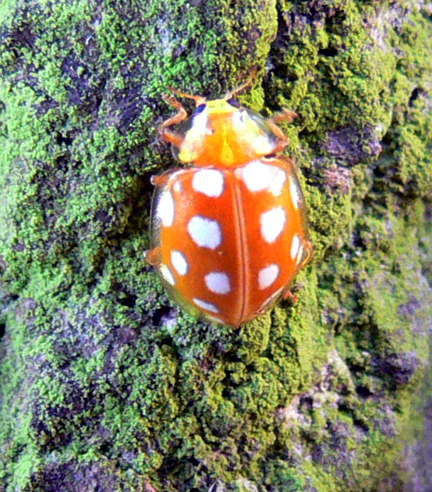
Галіція сімнадцятиплямиста (Halyzia sedecimguttata) —- жук з родини Сонечка (Coccinellidae)

Родина Parandrexidae Kirejtshuk, 1994 (Парандрексиди) †

Родина Sinisilvanidae Hong, 2002 (Сінісільваниди) †

Родина Biphyllidae LeConte, 1861(Біфілліди)

Родина Boganiidae Sen Gupta and Crowson, 1966 (Боганиди)

Родина Byturidae Gistel, 1848 (Малинники, Малинні жуки)

Родина Helotidae Chapuis, 1876 (Гелотиди)

Родина Protocucujidae Crowson, 1954 (Протокукуїди)

Родина Sphindidae Jacquelin du Val, 1860 (Трутівники)

Родина Erotylidae Latreille, 1802 (Грибовики)

Родина Monotomidae Laporte, 1840 (Монотомиди)

Родина Hobartiidae Sen Gupta and Crowson, 1966 (Гобартіліди)

Родина Cryptophagidae Kirby, 1826 (= Catopochrotidae) (Сховоїди)

Родина Agapythidae Sen Gupta and Crowson, 1969 (Агапітііди)

Родина Priasilphidae Crowson, 1973 (Пріасильфиди)

Родина Phloeostichidae Reitter, 1911 (Флеостихиди)

Родина Silvanidae Kirby, 1837 (Сильваниди)

Родина Cucujidae Latreille, 1802 (= Earophilidae) (Плоскотілки)

Родина Myraboliidae Lawrence and Britton, 1991 (Мираболіїди)

Родина Cavognathidae Sen Gupta and Crowson, 1966 (Кавогнатиди)

Родина Lamingtoniidae Sen Gupta and Crowson, 1969 (Ламінгтоніїди)

Родина Passandridae Blanchard, 1845 (Пасандріди)

Родина Phalacridae Phalacridae Leach, 1815 (Оксамитовики,Фалакріди)

Родина Propalticidae Crowson, 1952 (Пропальтициди)

Родина Laemophloeidae Ganglbauer, 1899 (Несправжні плоскотілки)

Родина Tasmosalpingidae Lawrence and Britton, 1991 (Тамосальпінгиди)

Родина Cyclaxyridae Gimmel, Leschen and Ślipiński, 2009 (Циклаксериди)

Родина Kateretidae Kirby, 1837 (Катеретиди)

Родина Nitidulidae Latreille, 1802 (Блискітники)

Родина Smicripidae Horn, 1880 (Смікріпиди)

### Клад Coccinelloid (Кокцинеллоїд)
Родина Bothrideridae Erichson, 1845(Ботридеріди)

Родина Cerylonidae Billberg, 1820 (= Aculagnathidae, = Dolosidae) (Кулевуси)

Родина Alexiidae Imhoff, 1856 (Алексіїди)

Родина Discolomatidae Horn, 1878 (Дисколоматиди)

Родина Endomychidae Leach, 1815 (Пліснявоїди)

Родина Coccinellidae Latreille, 1807 (Сонечка)

Родина Corylophidae LeConte, 1852 (Гнилевики)

Родина Akalyptoischiidae Lord, Hartley, Lawrence, McHugh and Miller, 2010 (Акалиптоішіїди)

Родина Latridiidae Erichson, 1842 (Сховкожили, Сховники)

### Надродина TENEBRIONOIDEA (Тенебріоноїдні)

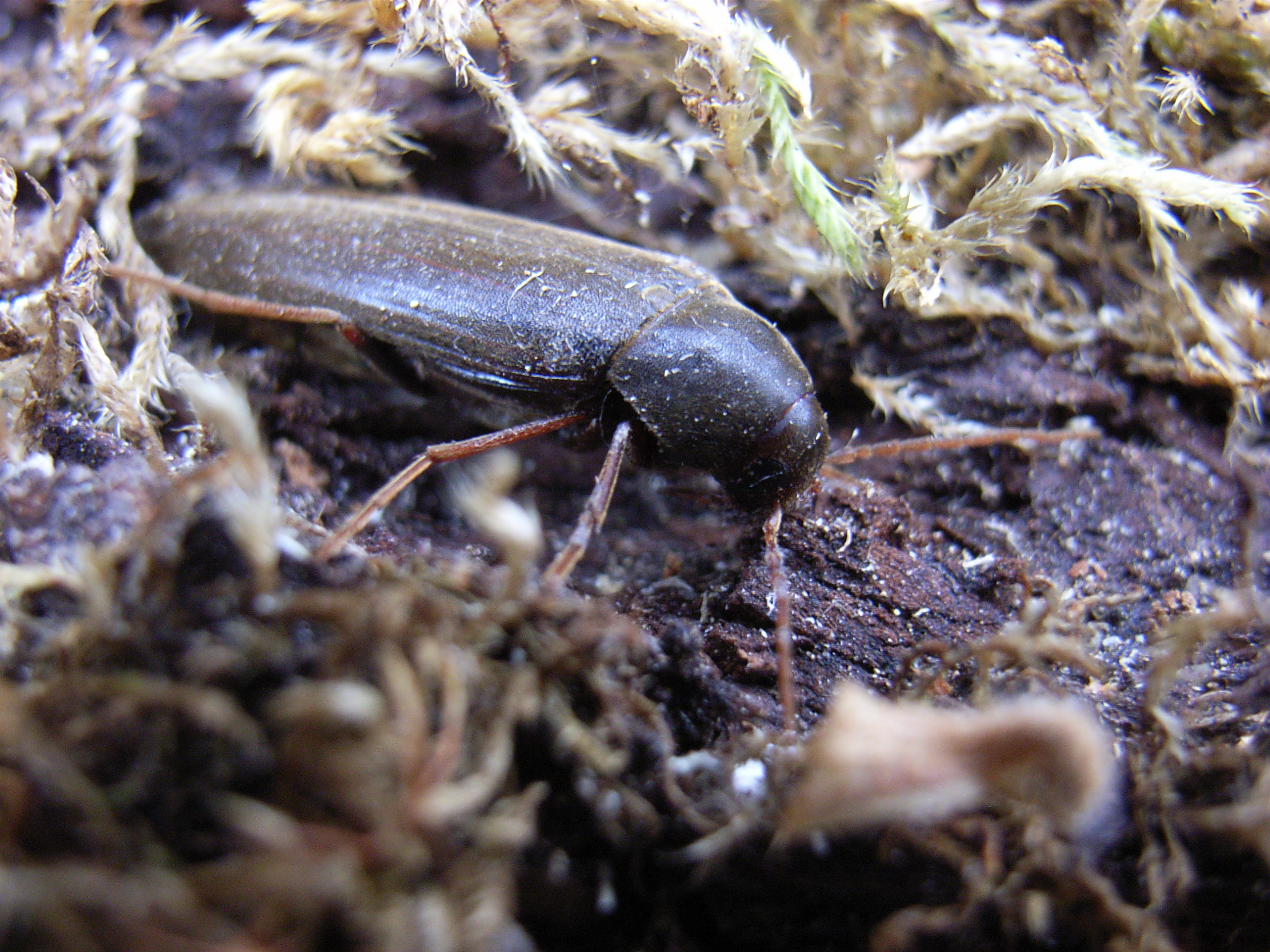
Тінелюб варвар (Serropalpus barbatus) —- жук з родини Тінелюби (Melandryidae)

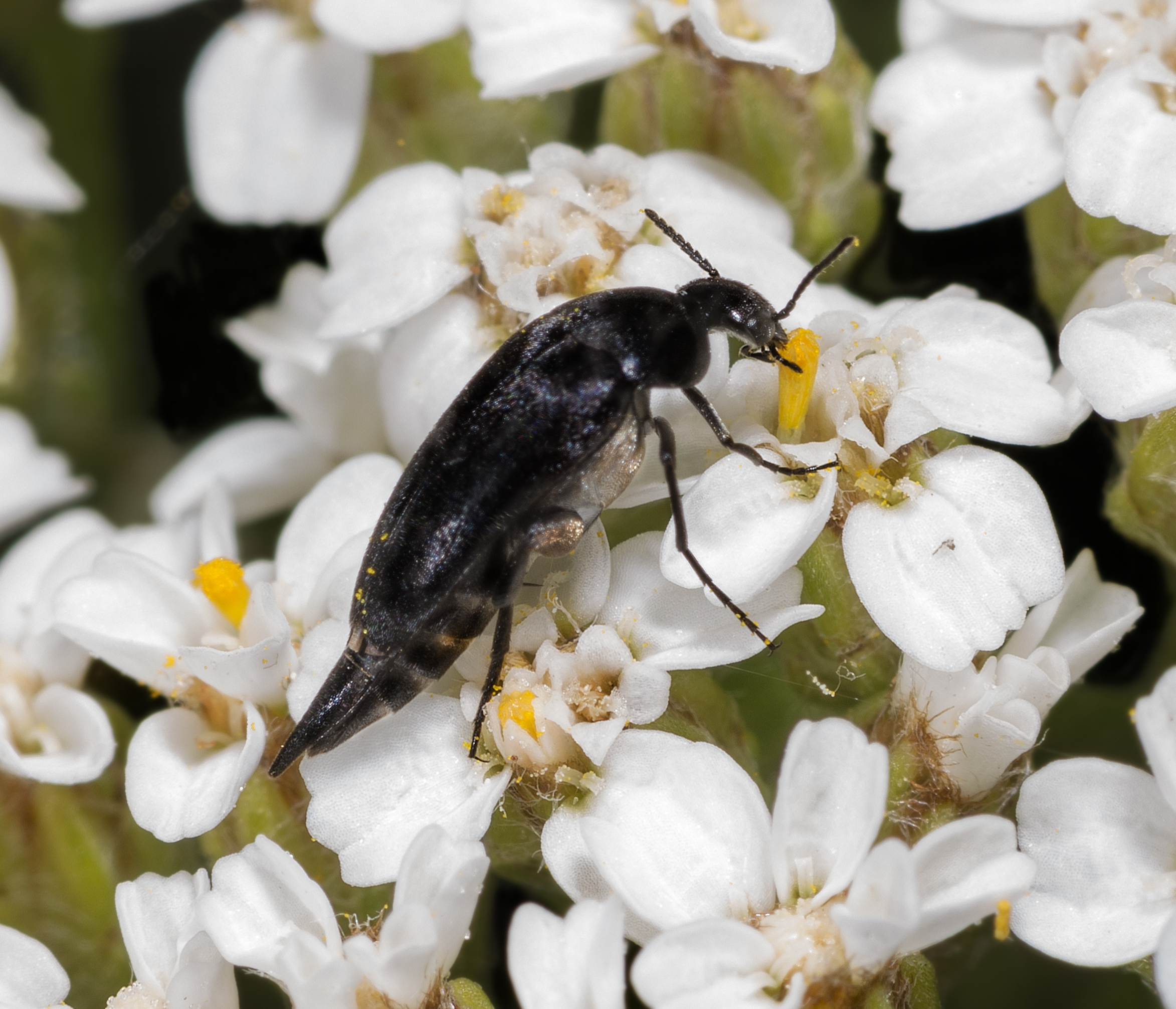
Горбатка шипоносна (Mordella aculeata) —- жук з родини Горбатки (Mordellidae)

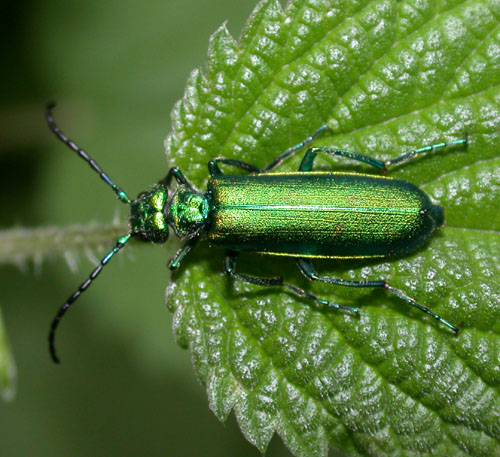
Шпанська мушка (Lytta vesicatoria) —- жук з родини Наривники (Meloidae)

Родина Mycetophagidae Leach, 1815 (Грибоїди)

Родина Archeocrypticidae Kaszab, 1964 (Археокриптициди)

Родина Pterogeniidae Crowson, 1953 (Птерогеніїди)

Родина Ciidae Leach, 1819 (= Cisidae) (Ціїди)

Родина Tetratomidae Billberg, 1820 (Тетратомиди)

Родина Melandryidae Leach, 1815 (Тінелюби)

Родина Mordellidae Latreille, 1802 (Жуки-горбатки, Шипоноски)

Родина Ripiphoridae Gemminger, 1870 (1855) (Віялоносці)

Родина Zopheridae Solier, 1834 (Зофериди)

Родина Ulodidae Pascoe, 1869 (Улодиди)

Родина Promecheilidae Lacordaire, 1859 (= Perimylopidae) (Промехеіліди)

Родина Chalcodryidae Watt, 1974 (Халькодріїди)

Родина Trachelostenidae Lacordaire, 1859 (Трахелостениди)

Родина Tenebrionidae Latreille, 1802 (Чорнотілки)
Родина Prostomidae Thomson, 1859 (Простоміди)

Родина Synchroidae Lacordaire, 1859 (Синхроїди)

Родина Stenotrachelidae Thomson, 1859 (Стенотрахеліди)

Родина Oedemeridae Latreille, 1810 (Вузьконадкрилки, Вузькокрилки)

Родина Meloidae Gyllenhal, 1810 (Наривники, Шпанські мушки)

Родина Mycteridae Oken, 1843 (Міктериди)

Родина Boridae Thomson, 1859 (Бориди, Ненажерки)

Родина Trictenotomidae Blanchard, 1845 (Триктенотоміди)

Родина Pythidae Solier, 1834 (= Enoptisidae, = Anaplopidae) (Трухляки)

Родина Pyrochroidae Latreille, 1806 (Вогнівки)

Родина Salpingidae Leach, 1815 (Трубачі, Сальпінгиди)

Родина Anthicidae Latreille, 1819 (Скоровики)

Родина Aderidae Csiki, 1909 (Адериди)

Родина Scraptiidae Gistel, 1848 (Скраптіїди)

Родина Apotomouridae Bao, Walczyńska, Moody, Wang et Rust, 2018 (Апотомуриди) †

### НадродинаCHRYSOMELOIDEA(Хризомелоїдні)
Родина Megalopodidae Latreille, 1802 (Великоноги)

Родина Orsodacnidae Thomson, 1859 (Орсодакниди)

Родина Chrysomelidae Latreille, 1802 (Листоїди)

### НадродинаCERAMBYCOIDEALatreille,1802(Церамбікоїдні)

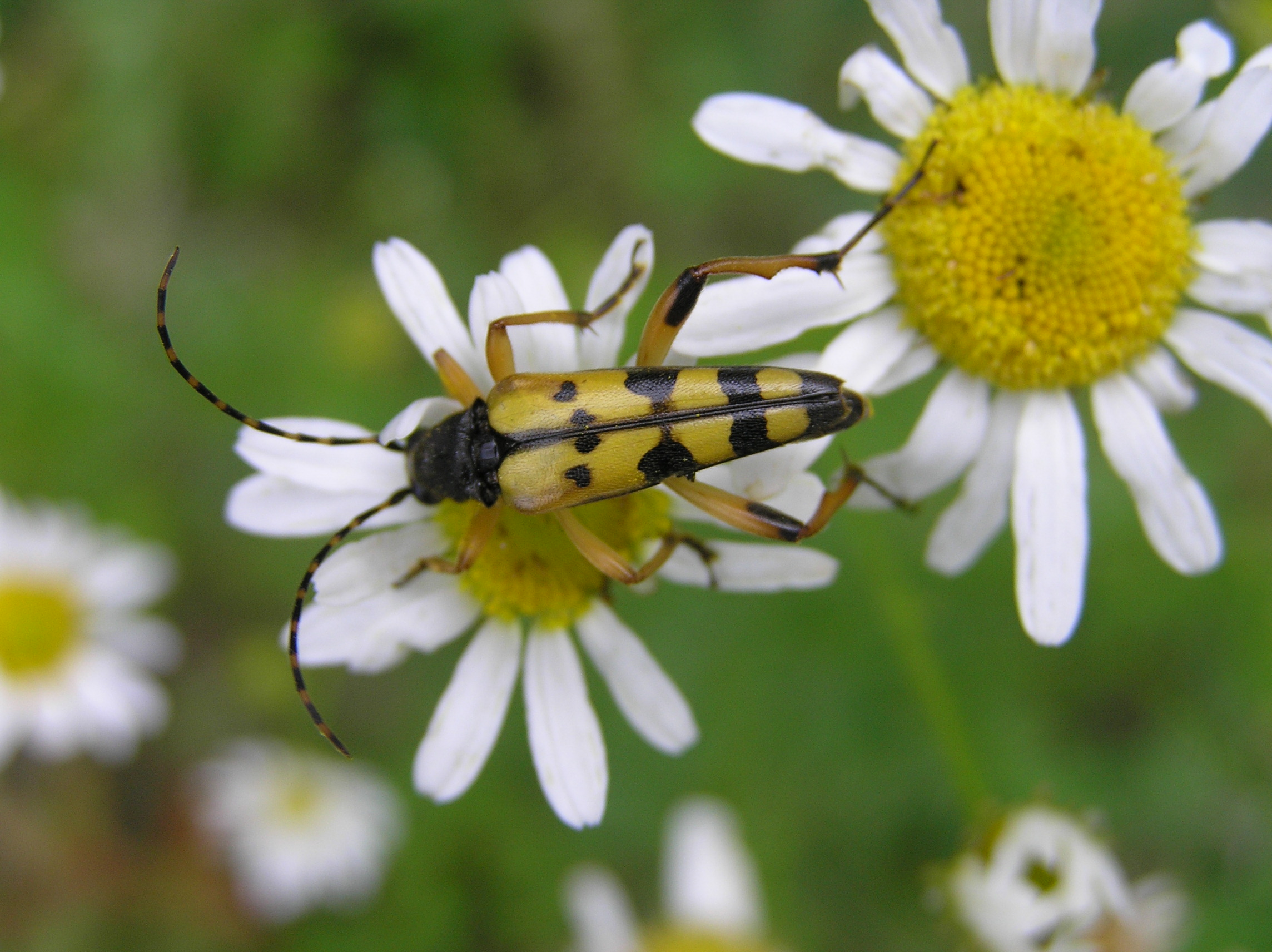
Лептура плямиста (Leptura maculata) —- жук з родини Вусачі (Cerambycidae)

Родина Oxypeltidae Lacordaire, 1868 (Оксіпельтиди)

Родина Vesperidae Mulsant, 1839 (Веспериди)

Родина Disteniidae Thomson, 1861 (Дістеніїди)

Родина Cerambycidae Latreille, 1802 (Вусачі)

### НадродинаCURCULIONOIDEA(ДовгоносикоподібніабоКуркуліоноїдні)

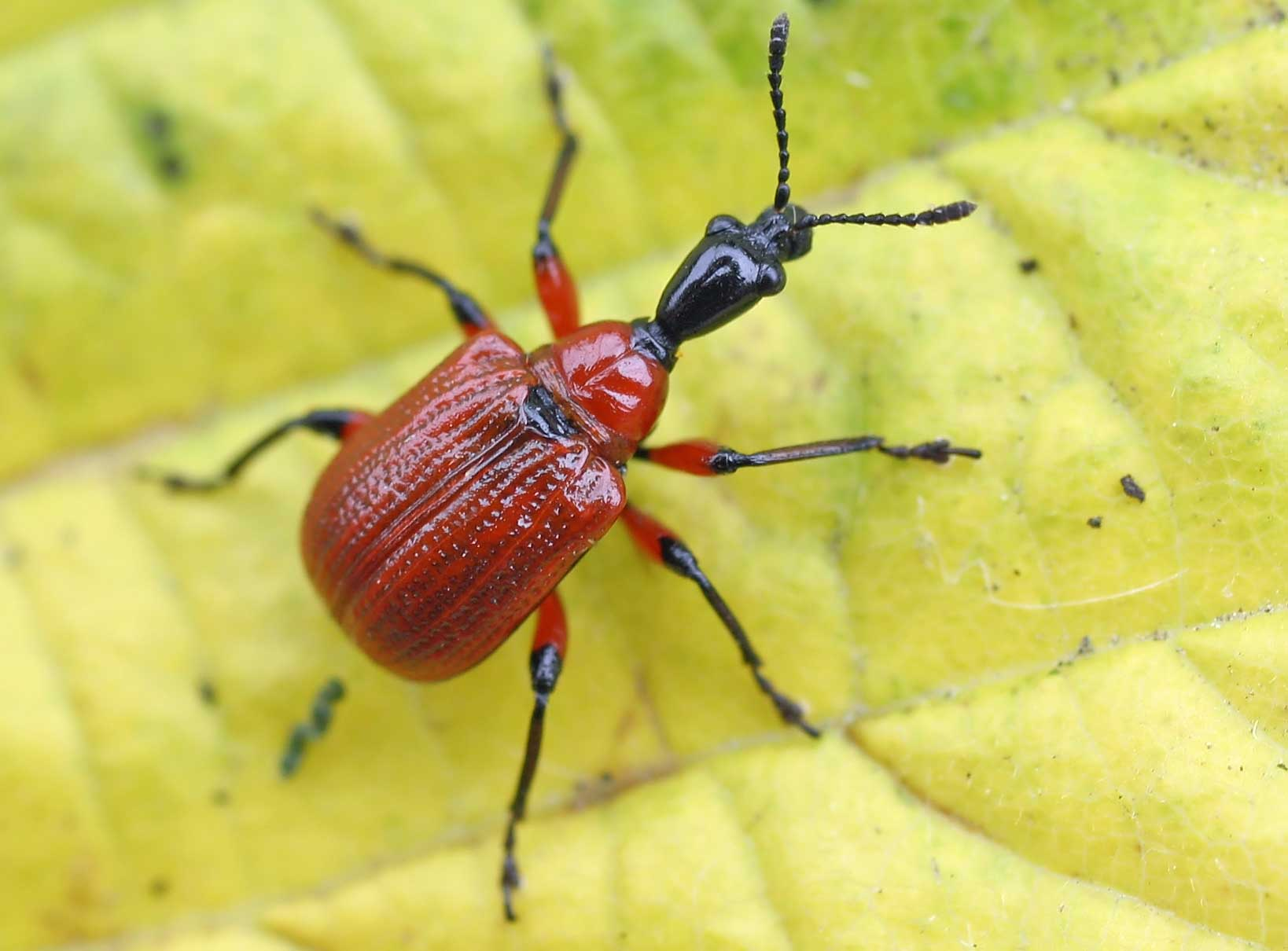
Аподерус ліщиновий (Apoderus coryli) —- жук з родини Трубкокрути (Attelabidae)

Родина Nemonychidae Bedel, 1882 (Квіткожили)

Родина Anthribidae Billberg, 1820 (Несправжні слоники)

Родина Ulyanidae (Ульяниди) †

Родина Belidae Schönherr, 1826 (Беліди)

Родина Caridae Thompson, 1992 (Кариди)

Родина Attelabidae Billberg, 1820 (Трубкокрути)

Родина Brenthidae Billberg, 1820 (Довготіли)

Родина Dryophthoridae Schönherr, 1825 (Трубконосики)

Родина Brachyceridae Billberg, 1820 (Брахицериди)

Родина Curculionidae Latreille, 1802 (Довгоносики або Слоники)
Родина Scolytidae Latreille, 1804 (Лубоїди)